# テオドラス・オークストリス
テオドラス・オークストリス（Teodoras Aukštuolis、男性、1991年11月9日 - ）は、リトアニアの総合格闘家。ウクメルゲ出身。ウクメルゲ柔道スポーツクラブ所属。柔道黒帯。現Bushido FC欧州ライトヘビー級王者。
その風体から「リトアニアの狼男」と呼ばれる。

## 来歴
9歳から柔道を始め、2009年にプロ総合格闘技デビュー。

### RIZIN
2015年12月29日、RIZIN FIGHTING WORLD GRAND-PRIX 2015 SARABAの宴で行われたRIZIN WGP 2015 ヘビー級（-100kg）トーナメント1回戦で、後のPFL2021王者となるブルーノ・カッペローザと対戦し、右フックで1R TKO勝ち。
2015年12月31日、RIZIN FIGHTING WORLD GRAND-PRIX 2015 IZAの舞で行われたトーナメント準決勝でキング・モーと対戦し、0-5の判定負けを喫した。
2016年4月17日、RIZIN.1でシング・心・ジャディブと対戦し、3R判定勝ち。
2016年9月25日、RIZIN FIGHTING WORLD GRAND-PRIX 2016 無差別級トーナメント 開幕戦の無差別級トーナメント1回戦でシモン・バヨルと対戦し、0-3の判定負けを喫した。

### PFL
2022年4月20日、PFL1: 2022 Regular Seasonでマルシン・ハムレットを相手に約4年5カ月振りのMMA復帰戦を行うも、0-3の判定負けを喫した。同年6月17日にオマリ・アフメドフと対戦するも、肩固めによる一本負けを喫した。

## 戦績
| 総合格闘技 戦績 | 総合格闘技 戦績 | 総合格闘技 戦績 | 総合格闘技 戦績 | 総合格闘技 戦績 | 総合格闘技 戦績 | 総合格闘技 戦績 |
| --------------- | --------------- | --------------- | --------------- | --------------- | --------------- | --------------- |
| 18 試合         | (T)KO           | 一本            | 判定            | その他          | 引き分け        | 無効試合        |
| 11 勝           | 6               | 3               | 2               | 0               | 0               | 0               |
| 7 敗            | 0               | 4               | 3               | 0               | 0               | 0               |

| 勝敗 | 対戦相手                       | 試合結果                       | 大会名                                                                                          | 開催年月日     |
| ×    | オマリ・アフメドフ             | 2R 2:50 肩固め                 | PFL4: 2022 Regular Season                                                                       | 2022年6月17日  |
| ×    | マールシン・ハムレット         | 5分3R終了 判定0-3              | PFL1: 2022 Regular Season                                                                       | 2022年4月20日  |
| ○    | マービン・アボエリ             | 2R 3:35 TKO（パンチ連打）      | Bushido Lithuania: MMA Bushido 72                                                               | 2017年11月4日  |
| ×    | カール・アルブレックソン       | 1R 8:01 肩固め                 | RIZIN FIGHTING WORLD GRAND-PRIX 2017 1st ROUND -夏の陣-                                         | 2017年7月30日  |
| ○    | セルゲイ・ソカ                 | 1R 2:43 リアネイキドチョーク   | KOK 45: World Grand Prix 2017 in Vilnius                                                        | 2017年3月18日  |
| ×    | シモン・バヨル                 | 5分2R終了 判定0-3              | RIZIN FIGHTING WORLD GRAND-PRIX 2016 無差別級トーナメント 開幕戦 【無差別級トーナメント 1回戦】 | 2016年9月25日  |
| ○    | シング・心・ジャディブ         | 3R（10分/5分/5分）終了 判定3-0 | RIZIN.1                                                                                         | 2016年4月17日  |
| ×    | キング・モー                   | 2R（10分/5分）終了 判定0-5     | RIZIN FIGHTING WORLD GRAND-PRIX 2015 さいたま3DAYS 【ヘビー級トーナメント 準決勝】              | 2015年12月31日 |
| ○    | ブルーノ・カッペローザ         | 1R 3:32 TKO（右フック）        | RIZIN FIGHTING WORLD GRAND-PRIX 2015 さいたま3DAYS 【ヘビー級トーナメント 1回戦】               | 2015年12月29日 |
| ○    | アレクサンドル・グレベンキン   | 5分3R終了 判定3-0              | Bushido Lithuania: Bushido Heroes                                                               | 2015年11月14日 |
| ○    | クシシュトフ・ピエトラシュエク | 1R 2:12 ギロチンチョーク       | Bushido Lithuania: Hero's 2015                                                                  | 2015年4月18日  |
| ○    | ヘンドリック・オシュマン       | 1R 1:17 TKO（パンチ連打）      | Bushido Lithuania: Hero's Lithuania 2012                                                        | 2012年11月10日 |
| ×    | アレクサンドル・グリンチュク   | 1R 2:19 ギロチンチョーク       | FEFoMP: Mayor's Cup 2011                                                                        | 2011年5月7日   |
| ○    | ドミトリー・オソヴスキー       | 1R 1:01 TKO（パンチ連打）      | Bushido Lithuania: SWAT 20                                                                      | 2011年3月11日  |
| ○    | トマシュ・クロツ               | 1R 3:49 TKO（パンチ連打）      | Bushido Lithuania: Hero's Lithuania 2010                                                        | 2010年11月20日 |
| ○    | ウラジミール・デニソフ         | 1R 1:00 腕ひしぎ十字固め       | Real Fights 8                                                                                   | 2010年2月27日  |
| ○    | アルトゥーラス・リウチカ       | 1R 1:33 TKO（パンチ連打）      | Bushido Lithuania: Hero's 2009                                                                  | 2009年11月14日 |
| ×    | タダス・サポカ                 | 2R 0:38 三角絞め               | Bushido Lithuania: SWAT 13                                                                      | 2009年9月6日   |

## 獲得タイトル
- Bushido FC欧州ライトヘビー級王座